# جاكوب يونغ
جاكوب يونغ (بالإنجليزية: Jacob Young) هو مونتير ومصور سينمائي وكاتب سيناريو أمريكي، ولد في 1952 في فيرجينيا الغربية في الولايات المتحدة.

## وصلات خارجية
- جاكوب يونغ على موقع IMDb (الإنجليزية)
- جاكوب يونغ على موقع قاعدة بيانات الفيلم (الإنجليزية)
- جاكوب يونغ على موقع كينوبويسك (الروسية)